# Heartland (kanadensisk TV-serie)
Heartland är en kanadensisk TV-serie som hade premiär på CBC Television den 14 oktober 2007. Den är baserad på bokserien med samma namn av Lauren Brooke. Handlingen kretsar kring familjen Fleming med systrarna Amy och Lou som driver ranchen Heartland. I familjen ingår även bland andra systrarnas morfar och änkling Jack Bartlett samt deras far Tim Fleming.
Serien är den längsta i kanadensisk TV-historia sett till entimmes dramamanuskript. Senaste och 18:e säsongen hade premiär i Kanada den 29 september 2024.

## Rollista (i urval)
- Amber Marshall – Amy Fleming
- Michelle Morgan – Samantha Louise "Lou" Fleming Morris
- Shaun Johnston – Jackson "Jack" Bartlett
- Chris Potter – Timothy "Tim" Fleming